# Iouf (prêtre)
Pour l’article homonyme, voir Iouf.
Iouf est un prêtre et un fonctionnaire de l'Égypte antique, du début de la XVIIIe dynastie, connu grâce à une stèle trouvée à Edfou et aujourd'hui conservée au Musée égyptien du Caire (inv.no. CG 34009, JdE 27091).

## Attestation
Sur sa stèle, il rapporte que la reine Iâhhotep Ire, mère du pharaon Ahmôsis Ier, le nomma « second prophète », « gardien de la porte du temple » et « prêtre ». Il servait également un certain nombre de femmes royales. Il rapporte ensuite qu'il fut chargé de réparer la tombe endommagée de la reine Sobekemsaf de la XVIIe dynastie, et qu'il servit finalement la reine Ahmès, épouse du roi Thoutmôsis Ier. Youf rapporte que la reine Ahmès le nomma « scribe du scelleur du dieu » et lui confia le service d'une statue de sa majesté.